# マッコイ本田
マッコイ 本田（まっこいほんだ、1987年6月8日 - ）は、熊本県阿蘇郡高森町出身の日本のローカルタレントである。血液型はO型。本名は本田 亨士朗（ほんだ　きょうしろう）。

## 来歴
2009年にテレビ熊本の若っ人ランドのレポーターオーディションに合格し、同年4月より甲斐麻友子、田代彩華、渡辺大輔とともに同番組のレポーターを務める。同番組では「準レギュラー」として扱われながらも「学校自慢」、「クイズ本当はわかっとランド」のコーナーを担当した。
2010年3月に同番組を卒業後、イサオと共にお笑いコンビ肥後ドッコイを結成。

## 過去の出演番組
- 若っ人ランド（テレビ熊本、2009年4月 - 2010年3月）